# Pulchranthus variegatus
Pulchranthus variegatus är en akantusväxtart som först beskrevs av Jean Baptiste Christophe Fusée Aublet, och fick sitt nu gällande namn av V.M. Baum, J.L. Reveal och J.W. Nowicke. Pulchranthus variegatus ingår i släktet Pulchranthus och familjen akantusväxter. Inga underarter finns listade i Catalogue of Life.